# 72012 Terute
72012 Terute è un asteroide della fascia principale. Scoperto nel 2000, presenta un'orbita caratterizzata da un semiasse maggiore pari a 2,3511263 UA e da un'eccentricità di 0,0756460, inclinata di 5,26020° rispetto all'eclittica.